# Interchannel
Interchannel (株式会社インターチャネル Kabushiki Gaisha Intāchaneru) là một công ty phát triển và phát hành trò chơi điện tử của Nhật Bản. Trước đó, công ty mang các tên NEC Avenue, NEC Interchannel và vốn dĩ là một công ty con của NEC trước khi 70 phần trăm cổ phần của công ty được bán cho Index Holdings với giá 3 tỉ yên (28 triệu Mỹ kim) vào năm 2004. Các trò chơi điện tử do Interchannel phát triển chủ yếu chỉ được phát hành ở Nhật Bản, tuy nhiên trong thời gian gần đây Interchannel cùng với Bergsala đã thành lập Gamebridge Ltd., một công ty có trụ sở tại Vương quốc Anh nhằm mục đích phát hành sản phẩm của Interchannel ở các nước Châu Âu.